# Chikkanayakanahalli, Hassan
Chikkanayakanahalli là một làng thuộc tehsil Hassan, huyện Hassan, bang Karnataka, Ấn Độ.